# Telewizyjna lista przebojów
Telewizyjna lista przebojów – program telewizyjny nadawany w latach 1982–1987, prezentujący w formie listy przebojów polskie teledyski.

## Historia
Program powstał na fali popularności nowych zespołów młodzieżowych i kręconych w tamtym czasie pod wpływem MTV polskich teledysków. Był nadawany w programie I Telewizji Polskiej. Pierwsze notowanie listy, planowane na 13 grudnia 1981, zostało wyemitowane z niemal rocznym opóźnieniem ze względu na wybuch stanu wojennego. Prowadzącym program został Bogdan Fabiański, a podczas comiesięcznych emisji gościł znany muzyk lub kompozytor. Po dwunastu miesiącach istnienia listy ukazało się wydanie specjalne, w skład którego weszły wszystkie dotychczasowe numery 1.
Początkowo TLP miała charakter mocno rockowy lub pop-rockowy, z czasem jednak zaczęła przesuwać się w kierunku muzyki „środka” reprezentowanej przez takich wykonawców jak Urszula Sipińska czy Irena Jarocka. Późniejsze wydania listy zaczynały ukazywać się w ramach programu Stare, nowe i najnowsze. Ostatnie notowanie ukazało się jesienią 1987 roku, później Telewizyjna lista przebojów została zastąpiona przez nowy program, Premie i premiery.
Wytwórnia fonograficzna Wifon wydała dwie kasety magnetofonowe Przeboje TLP, które ukazały się w 1984 r. (MC 0200) i w 1986 r. (MC 0217).

## Zasady
Lista składała się wyłącznie z wideoklipów polskich wykonawców. Były one prezentowane na antenie w ciągu miesiąca, natomiast poszczególne notowania, będące zestawieniem dziesięciu (później więcej) najpopularniejszych polskich teledysków. Lista ukazywała się regularnie, zawsze w ostatnich dniach miesiąca, chociaż o różnych porach. Notowania drukowano w tygodnikach Panorama, Razem i Zarzewie.

## Spis notowańTLP
- Notowanie 1: Październik 1982 (emisja: 30 października 1982)

1. Bajm – „Co mi Panie dasz”
2. Oddział Zamknięty – „Ten wasz świat”
3. Seweryn Krajewski – „Papier ścierny” / Bank – „Ciągle ktoś mówi coś” (ex aequo)
4. Lombard – „Ostatni taniec”
5. Mezzoforte – „Jutro w moim domu”
6. Turbo – „Ach, nie bądź taki śmiały”
7. Mech – „Piłem z diabłem bruderschaft”
8. Irena Jarocka – „Póki drzewa jeszcze w kwiatach”
9. Gayga – „Ostatni singel”
10. Babsztyl – „Szykuj się bracie”

- Notowanie 2: Listopad 1982

1. Bank – „Ciągle ktoś mówi coś”
2. Bajm – „Co mi Panie dasz”
3. Różowe Czuby – „Dentysta sadysta”
4. Lombard – „Taniec pingwina na szkle”
5. Seweryn Krajewski – „Papier ścierny”
6. Oddział Zamknięty – „Ten wasz świat”
7. Kantry – „Wieczorem przy mnie siądź”
8. Gayga – „Ostatni singel”
9. Mezzoforte – „Jutro w moim domu”
10. Stanisław Wenglorz i Zoo – „Stutonowy walec”

- Notowanie 3: Grudzień 1982 (emisja: 31 grudnia 1982)

1. Lombard – „Taniec pingwina na szkle”
2. Seweryn Krajewski – „Stan podgorączkowy”
3. Bank – „Ciągle ktoś mówi coś”
4. Turbo – „Pozorne życie”
5. Jacek Skubikowski – „Dobre miejsce dla naiwnych”
6. Bajm – „Co mi Panie dasz”
7. Stanisław Wenglorz i Zoo – „Stutonowy walec”
8. Mezzoforte – „Brak danych”
9. Krystyna Giżowska – „Nie było ciebie tyle lat”
10. Brama – „Na jeden dzień”
11. Ozzy – „Schematy nie pasują”
12. Gayga – „Ostatni singel”
13. Seweryn Krajewski – „Papier ścierny”
14. Kantry – „Wieczorem przy mnie siądź”
15. Oddział Zamknięty – „Ten wasz świat”

- Notowanie 4: Styczeń 1983 (emisja: 30 stycznia 1983)

1. Seweryn Krajewski – „Uciekaj moje serce”
2. Urszula – „Luz blues, w niebie same dziury”
3. Krystyna Giżowska – „Nie było ciebie tyle lat”
4. Bajm – „Józek, nie daruję ci tej nocy”
5. Kombi – „Inwazja z Plutona”
6. Bank – „Ciągle ktoś mówi coś”
7. Lombard – „Taniec pingwina na szkle”
8. Brama – „Na jeden dzień”
9. Krystyna Prońko – „Życzenia wesołych świąt”
10. Andrzej Rybiński – „Ballada o moim tacie”
11. Turbo – „Pozorne życie”
12. Mezzoforte – „Brak danych”
13. Stanisław Wenglorz i Zoo – „Stutonowy walec”
14. Maryla Rodowicz – „Na nudnym party w Gwadelupie”
15. Jacek Skubikowski – „Dobre miejsce dla naiwnych”
16. Halina Frąckowiak – „Jak pięknie by mogło być”
17. Bajm – „Co mi Panie dasz”
18. Seweryn Krajewski – „Stan podgorączkowy”
19. Wojciech Skowroński – „Muzyka z twoich płyt”
20. Tender – „Stary Willis”

- Notowanie 5: Luty 1983 (emisja: 27 lutego 1983)

1. Bajm – „Józek, nie daruję ci tej nocy”
2. Seweryn Krajewski – „Uciekaj moje serce”
3. Lady Pank – „Vademecum skauta”
4. Bank – „Mija czas i nic”
5. Urszula – „Luz blues, w niebie same dziury”
6. Banda i Wanda – „Fabryka marzeń”
7. Krzysztof Krawczyk – „Pospieszny pociąg 8:02”
8. Krystyna Giżowska – „Nie było ciebie tyle lat”
9. Grażyna Łobaszewska i Piotr Schulz – „Nuda zjada nas”
10. Renata Danel – „Takich dwóch jak ty”
11. Bank – „Ciągle ktoś mówi coś”
12. Kombi – „Inwazja z Plutona”
13. Krystyna Prońko – „Życzenia wesołych świąt”
14. Eleni – „To nie to”
15. Brama – „Na jeden dzień”

- Notowanie 6: Marzec 1983

1. Budka Suflera – „Noc komety”
2. Lady Pank – „Vademecum skauta”
3. Banda i Wanda – „Fabryka marzeń”
4. Krystyna Prońko – „Jesteś lekiem na całe zło”
5. Bajm – „Józek, nie daruję ci tej nocy”
6. Bank – „Mija czas i nic”
7. Kombi – „Nie ma jak szpan”
8. Lombard – „Gwiazdy rock and rolla”
9. Seweryn Krajewski – „Uciekaj moje serce”
10. Potop – „Na oślep”
11. Urszula – „Luz blues, w niebie same dziury”
12. Jacek Skubikowski – „Słodkie cudo z M2”
13. Turbo – „Tylu nas”
14. Krystyna Giżowska – „Nie było ciebie tyle lat”
15. Argus – „Bal masek”

- Notowanie 7: Kwiecień 1983 (emisja: 23 kwietnia 1983)

1. Krystyna Prońko – „Jesteś lekiem na całe zło”
2. Budka Suflera – „Noc komety”
3. Dwa Plus Jeden – „Requiem dla samej siebie”
4. Kombi – „Nie ma jak szpan”
5. Stanisław Wenglorz – „Okno z widokiem na parlament”
6. Lady Pank – „Vademecum skauta”
7. Banda i Wanda – „Fabryka marzeń”
8. Potop – „Na oślep”
9. Lombard – „Gwiazdy rock and rolla”
10. Jacek Skubikowski – „Słodkie cudo z M2”
11. Bajm – „Józek, nie daruję ci tej nocy”
12. Bank – „Mija czas i nic”
13. Piotr Schulz – „Niedziela będzie dla nas”
14. Seweryn Krajewski – „Uciekaj moje serce”
15. Lucyna Owsińska – „Świat miał być nasz”

- Notowanie 8: Maj 1983 (emisja: 28 maja 1983)

1. Bajm – „Nie ma wody na pustyni”
2. Urszula – „Ciotka P.”
3. Krystyna Prońko – „Jesteś lekiem na całe zło”
4. Dwa Plus Jeden – „Requiem dla samej siebie”
5. Budka Suflera – „Noc komety”
6. Banda i Wanda – „Stylowe ramy”
7. Kombi – „Nie ma jak szpan”
8. Stanisław Wenglorz – „Okno z widokiem na parlament”
9. Andrzej Zaucha – „W nocnym klubie”
10. Lady Pank – „Vademecum skauta”
11. Banda i Wanda – „Fabryka marzeń”
12. Lombard – „Gwiazdy rock and rolla”
13. Iwona Niedzielska – „Z życia wzięte”
14. Joanna Zagdańska – „Kiepski żart”
15. Potop – „Na oślep”

- Notowanie 9: Czerwiec 1983 (emisja: 25 czerwca 1983)

1. Dwa Plus Jeden – „XXI wiek (Dla wszystkich nas)”
2. Bajm – „Nie ma wody na pustyni”
3. Kombi – „Linia życia”
4. Urszula – „Ciotka P.”
5. Mezzoforte – „Koronki białych kwiatów”
6. Banda i Wanda – „Stylowe ramy”
7. Krystyna Prońko – „Jesteś lekiem na całe zło”
8. Andrzej Zaucha – „W nocnym klubie”
9. Gang Marcela – „Zaświeciła moja gwiazda”
10. Kombi – „Nie ma jak szpan”
11. Dwa Plus Jeden – „Requiem dla samej siebie”
12. Wojciech Skowroński – „Służbowa wycieczka”
13. Budka Suflera – „Noc komety”
14. Nina Nowak – „Łatwa kariera”
15. Stanisław Wenglorz – „Okno z widokiem na parlament”

- Notowanie 10: Lipiec 1983 (emisja: 30 lipca 1983)

1. Lombard – „Szklana pogoda”
2. Dwa Plus Jeden – „XXI wiek (Dla wszystkich nas)”
3. Vox – „Szczęśliwej drogi”
4. Jacek Skubikowski – „Jedyny hotel w mieście”
5. Bajm – „Nie ma wody na pustyni”
6. Elżbieta Mielczarek – „Hotel Grand”
7. Kombi – „Linia życia”
8. Brama – „W lustro wejdź”
9. Urszula – „Ciotka P.”
10. Mezzoforte – „Koronki białych kwiatów”
11. Ewa Konstanciak – „Dobro, które znam”
12. Dwa Plus Jeden – „Requiem dla samej siebie”
13. Andrzej Zaucha – „W nocnym klubie”
14. Gang Marcela – „Zaświeciła moja gwiazda”
15. Wojciech Skowroński – „Służbowa wycieczka”

- Notowanie 11: Sierpień/Wrzesień 1983 (emisja: 24 września 1983)

1. Universe – „Mr. Lennon”
2. Urszula – „Dmuchawce, latawce, wiatr”
3. Banda i Wanda – „Nie będę Julią”
4. Lombard – „Szklana pogoda”
5. Vox – „Szczęśliwej drogi”
6. Bajm – „Diabelski krąg”
7. Dwa Plus Jeden – „XXI wiek (Dla wszystkich nas)”
8. Andrzej Rybiński – „Nie liczę godzin i lat”
9. Bajm – „Nie ma wody na pustyni”
10. Jacek Skubikowski – „Jedyny hotel w mieście”
11. Gayga i Pro-Rock – „Jestem nieporozumieniem”
12. Mezzoforte – „Koronki białych kwiatów”
13. Urszula – „Ciotka P.”
14. Kombi – „Linia życia”
15. Klincz – „Disneyland”

- Notowanie 12: Październik 1983 (emisja: 29 października 1983)

1. Universe – „Mr. Lennon”
2. Lady Pank – „Wciąż bardziej obcy”
3. Bajm – „Diabelski krąg”
4. Banda i Wanda – „Nie będę Julią”
5. Seweryn Krajewski – „Najpiękniejsza”
6. Lombard – „Kto mi zapłaci za łzy”
7. Andrzej Rybiński – „Nocnym jadę do ciebie”
8. Urszula Sipińska – „Buty lilaróż”
9. Urszula – „Dmuchawce, latawce, wiatr”
10. Vox – „Szczęśliwej drogi”
11. Dwa Plus Jeden – „XXI wiek (Dla wszystkich nas)”
12. Halina Frąckowiak – „Ktokolwiek jesteś”
13. Martyna Jakubowicz – „Rosa taka sama od lat”
14. Lombard – „Szklana pogoda”
15. Grażyna Świtała – „Kocha się za nic”

- Notowanie 13: Listopad 1983 (emisja: 26 listopada 1983)

1. Maanam – „Raz-dwa-raz-dwa”
2. Lady Pank – „Wciąż bardziej obcy”
3. Maryla Rodowicz – „Gimnastyka”
4. Universe – „Mr. Lennon”
5. Bajm – „Diabelski kręg”
6. Seweryn Krajewski – „Najpiękniejsza”
7. Banda i Wanda – „Nie będę Julią”
8. Ewa Bem – „No i co z tego masz”
9. Ozzy – „Budzi mnie bicie serc”
10. RSC – „Maraton rockowy”
11. Lombard – „Kto mi zapłaci za łzy”
12. Andrzej Rybiński – „Nocnym jadę do ciebie”
13. Urszula Sipińska – „Buty lilaróż”
14. Urszula – „Dmuchawce, latawce, wiatr”
15. Five – „Lody ruszają w delty rzek”

- Notowanie 14: Grudzień 1983 (emisja: 31 grudnia 1983)

1. Dwa Plus Jeden – „Superszczur”
2. Maanam – „Raz-dwa-raz-dwa”
3. Ewa Bem – „No i co z tego masz”
4. Klincz – „Salon gier”
5. Lady Pank – „Wciąż bardziej obcy”
6. Ozzy – „Budzi mnie bicie serc”
7. Bajm – „Prorocy świata”
8. Kombi – „Słodkiego miłego życia”
9. Maryla Rodowicz – „Gimnastyka”
10. RSC – „Maraton rockowy”
11. Universe – „Mr. Lennon”
12. Seweryn Krajewski – „Najpiękniejsza”
13. Turbo – „Kręci się nasz film”
14. Bajm – „Diabelski krąg”
15. Gang Marcela – „Ona w sobie coś ma”

- Notowanie 15: Styczeń 1984 (emisja: 28 stycznia 1984)

1. Wały Jagiellońskie – „Córka Mazura”
2. Banda i Wanda – „Chcę zapomnieć”
3. Dwa Plus Jeden – „Superszczur”
4. Urszula – „Totalna hipnoza”
5. Maanam – „Raz-dwa-raz-dwa”
6. Seweryn Krajewski – „Przemija uroda w nas”
7. Lombard – „Dwa słowa, dwa światy”
8. Ewa Bem – „No i co z tego masz”
9. Bajm – „Prorocy świata”
10. Kombi – „Słodkiego miłego życia”
11. Lady Pank – „Wciąż bardziej obcy”
12. Klincz – „Salon gier”
13. Grażyna Świtała – „Muzyczka ciotki M.”
14. Jacek Skubikowski – „Następnym razem pójdzie jak z nut”

- Notowanie 16: Luty 1984 (emisja: 25 lutego 1984)

1. Lady Pank – „Fabryka małp”
2. Wały Jagiellońskie – „Córka Mazura”
3. Urszula – „Totalna hipnoza”
4. Maryla Rodowicz – „Szparka sekretarka”
5. Banda i Wanda – „Chcę zapomnieć”
6. Dwa Plus Jeden – „Superszczur”
7. Anna B. – „Tylko taką mnie”
8. Seweryn Krajewski – „Przemija uroda w nas”
9. Lombard – „Dwa słowa, dwa światy”
10. Kombi – „Słodkiego miłego życia”
11. Maanam – „Raz-dwa-raz-dwa”
12. Ewa Bem – „No i co z tego masz”
13. Bajm – „Prorocy świata”
14. Lady Pank – „Wciąż bardziej obcy”
15. Tomasz Szwed – „Patrząc z mostu na rzekę”

- Notowanie 17: Marzec 1984 (emisja: 31 marca 1984)

1. Lady Pank – „Fabryka małp”
2. Wały Jagiellońskie – „Córka Mazura”
3. Urszula – „Totalna hipnoza”
4. Maryla Rodowicz – „Szparka sekretarka”
5. Anna B. – „Tylko taką mnie”
6. Seweryn Krajewski – „Przemija uroda w nas”
7. Kombi – „Nie ma zysku”
8. Exodus – „Zawsze przyjdzie co ma przyjść”
9. Turbo – „Smak ciszy”
10. Vox – „Zabiorę cię Magdaleno”
11. Banda i Wanda – „Chcę zapomnieć”
12. Mezzoforte – „Życzę ci wszystkiego najlepszego”
13. Lombard – „Dwa słowa, dwa światy”
14. Kombi – „Słodkiego miłego życia”
15. Dwa Plus Jeden – „Superszczur”

- Notowanie 18: Kwiecień 1984 (emisja: 28 kwietnia 1984)

1. Lady Pank – „Fabryka małp”
2. Kombi – „Nie ma zysku”
3. Wały Jagiellońskie – „Córka Mazura”
4. Turbo – „Smak ciszy”
5. Vox – „Zabiorę cię Magdaleno”
6. Irena Jarocka – „Beatlemania story”
7. Seweryn Krajewski – „Przemija uroda w nas”
8. Aleksander Nowacki – „Szukam drogi do szczęśliwych wysp”
9. Gayga i DIN – „Ja ruchomy cel”
10. Bajm – „Małpa i ja”

- Notowanie 19: Maj 1984 (emisja: 26 maja 1984)

1. Irena Jarocka – „Beatlemania story”
2. Lady Pank – „Fabryka małp”
3. Kombi – „Nie ma zysku”
4. Halina Frąckowiak – „Tin pan alley”
5. Wały Jagiellońskie – „Córka Mazura”
6. Turbo – „Smak ciszy”
7. Andrzej Rybiński – „Bez słów na wiatr”
8. Mezzoforte – „Pod piegowatą datą”
9. Krystyna Janda – „Poranny blues”
10. Vox – „Zabiorę cię Magdaleno”

- Notowanie 20: Czerwiec 1984 (emisja: 30 czerwca 1984)

1. Irena Jarocka – „Beatlemania story”
2. Lady Pank – „Fabryka małp”
3. Halina Frąckowiak – „Tin pan alley”
4. Kombi – „Nie ma zysku”
5. Wały Jagiellońskie – „Córka Mazura”
6. Mezzoforte – „Pod piegowatą datą”
7. Jolanta Arnal – „Mam tyle siły”
8. Hanna Banaszak – „Vie privee”
9. Grażyna Stawska-Trela – „To tylko rock”
10. Andrzej Rybiński – „Bez słów na wiatr”

- Notowanie 21: Lipiec 1984 (emisja: 28 lipca 1984)

1. Lombard – „Stan gotowości”
2. Wały Jagiellońskie – „Monika, dziewczyna ratownika”
3. Edyta Geppert – „Jaka róża, taki cierń”
4. Maryla Rodowicz – „Franek”
5. Irena Jarocka – „Beatlemania story”
6. Halina Frąckowiak – „Tin pan alley”
7. Zdzisława Sośnicka – „Deszczowy wielbiciel”
8. Lady Pank – „Fabryka małp”
9. Marcus – „Skąd wziąć szmalec”
10. Kombi – „Nie ma zysku”

- Notowanie 22: Sierpień 1984 (emisja: 25 sierpnia 1984)

1. Dwa Plus Jeden – „Wielki mały człowiek”
2. Lombard – „Stan gotowości”
3. Andrzej Rybiński – „Za każdą cenę”
4. Wały Jagiellońskie – „Monika, dziewczyna ratownika”
5. Edyta Geppert – „Jaka róża, taki cierń”
6. Anna B. – „Zamienię na ciebie”
7. Andrzej Zaucha – „Po prostu leżę”
8. Maryla Rodowicz – „Franek”
9. Zdzisława Sośnicka – „Deszczowy wielbiciel”
10. Jan Kowalski – „Opowieść o naszej planecie”

- Notowanie 23: Wrzesień 1984 (emisja: 29 września 1984)

1. Petr Kotvald i Stanislav Hložek – „Nie liczę godzin i lat”
2. Jürgen Marcus – „Julia i ja”
3. Anne Veski – „Polka idolka”
4. Baden Baden – „Remedium”
5. Julia Hečková – „Dmuchawce, latawce, wiatr”
6. Viktória Eszményi – „Chcę wyjechać na wieś”

- Notowanie 24: Październik 1984 (emisja: 27 października 1984)

1. Dwa Plus Jeden – „Wielki mały człowiek”
2. Lombard – „Stan gotowości”
3. Maryla Rodowicz – „Franek”
4. Grażyna Świtała – „Dwa serca jak pociągi dwa”
5. Edyta Geppert – „Jaka róża, taki cierń”
6. Zdzisława Sośnicka – „Deszczowy wielbiciel”
7. Andrzej Zaucha – „Po prostu leżę”
8. Grażyna Auguścik – „Czy nie widzisz że ja tonę”

- Notowanie 25/26: Listopad/Grudzień 1984 (emisja: 29 grudnia 1984)

1. Zbigniew Wodecki i Zdzisława Sośnicka – „Z tobą chcę oglądać świat” / Vox – „Kto by chciał wyważyć drzwi”
2. Zoo – „Romantyczna gra” / Dwa Plus Jeden – „Wielki mały człowiek”
3. Irena Jarocka – „Nie wierzę w powroty” / Gang Marcela – „Mów mi prawdę”
4. Budka Suflera – „Cały mój zgiełk” / Bolter – „Zostań, zaczekaj”
5. Krystyna Giżowska i Bogusław Mec – „W drodze do Fontainebleau” / Stanisław Wenglorz – „Kiedy skończy się sezon”
6. Aleksander Nowacki – „Mały i zły”

- Notowanie 27: Styczeń 1985 (emisja: 26 stycznia 1985)

1. Lady Pank – „Czas na mały blues”
2. Dwa Plus Jeden – „Cudzy ogień nie grzeje”
3. Zoo – „Romantyczna gra”
4. Pod Budą – „W moim znaku Waga”
5. Ewa Bem – „Chcę powrócić do Tokio”
6. Alicja Majewska – „Stań przy mnie, stań”
7. Vox – „Kto by chciał wyważyć drzwi”

- Notowanie 28: Luty 1985 (emisja: 23 lutego 1985)

1. Lady Pank – „Czas na mały blues”
2. Ewa Bem – „Chcę powrócić do Tokio”
3. Vox – „Zakochany musi grać”
4. Edyta Geppert – „Zamiast”
5. Pod Budą – „W moim znaku Waga”
6. Urszula – „Szał sezonowej mody”
7. Alicja Majewska – „Stań przy mnie, stań”
8. Marcus – „Bez prawa powrotu”

- Notowanie 29: Marzec 1985 (emisja: 30 marca 1985)

1. Lady Pank – „Czas na mały blues”
2. Ewa Bem – „Chcę powrócić do Tokio”
3. Urszula – „Szał sezonowej mody”
4. Krystyna Prońko – „Dom w Alei Róż”
5. Krzysiek i Rysiek – „Pro-test-song”
6. Jacek Skubikowski – „Los stonogi”
7. Vox – „Zakochany musi grać”
8. Cezary Szlązak – „Bezpłatny kurs”

- Notowanie 30: Kwiecień 1985 (emisja: 27 kwietnia 1985)

1. Maanam – „Szminka na szklance”
2. Krzysiek i Rysiek – „Pro-test-song”
3. Lady Pank – „Czas na mały blues”
4. Maryla Rodowicz – „Gdyby Zenek”
5. Mad Money – „Na twojej orbicie”
6. Urszula Sipińska – „Moje, twoje, moje”
7. Majka Jeżowska – „Papierowy men”
8. Cezary Szlązak – „Bezpłatny kurs”
9. Halina Frąckowiak – „Sól na twarzy”
10. Jacek Skubikowski – „Los stonogi”

- Notowanie 31: Maj 1985 (emisja: 25 maja 1985)

1. Maanam – „Szminka na szklance”
2. Lombard – „Wąwóz Kolorado”
3. Lady Pank – „Sztuka latania”
4. Maryla Rodowicz – „Gdyby Zenek”
5. Krzysiek i Rysiek – „Pro-test-song”
6. Halina Frąckowiak – „Sól na twarzy”
7. Dwa Plus Jeden – „Samo życie”

- Notowanie 33/34: Lipiec/Sierpień 1985 (emisja: 31 sierpnia 1985)

1. Zbigniew Wodecki – „Chałupy welcome to”
2. Bolter – „Daj mi tę noc”
3. Halina Frąckowiak – „Papierowy księżyc”
4. Gang Marcela – „Marzenia za grosz”
5. Seweryn Krajewski – „Proste wzruszenia”
6. Diggi – „Szok terapia”
7. Wały Jagiellońskie – „Złote żniwa”
8. Danuta Mizgalska – „Okruchy wspomnień”

- Notowanie 35: Wrzesień 1985 (emisja: 28 września 1985)

1. Zbigniew Wodecki – „Chałupy welcome to”
2. Bolter – „Daj mi tę noc”
3. Anna Jurksztowicz – „Diamentowy kolczyk”
4. Halina Frąckowiak – „Papierowy księżyc”
5. Diggi – „Szok terapia”
6. Majka Jeżowska – „Mały piccolo”
7. Pod Budą – „Kraków, Piwna 7”
8. Urszula Sipińska – „Program 85”

- Notowanie 36: Październik 1985

1. Anna Jurksztowicz – „Diamentowy kolczyk”
2. Lombard – „Kryształowa”
3. Hand Made – „Czas by zabrzmiał beguine”
4. Urszula Sipińska – „Program 85”
5. Grażyna Alber – „Nic mi nie przyrzekaj”
6. Ewa Konstanciak – „Obcy ludzie”
7. Grube Dudy – „Czas na poznanie”
8. Bogusław Mec – „Mały Szu”

- Notowanie 37: Listopad 1985 (emisja: 30 listopada 1985)

1. Lombard – „Kryształowa”
2. Bajm – „Dwa serca, dwa smutki”
3. Joanna Zagdańska – „Idę va banque”
4. Andrzej Zaucha – „Baw się lalkami”
5. Hand Made – „Czas by zabrzmiał beguine”
6. Krystyna Giżowska – „Przeżyłam z tobą tyle lat”
7. Grażyna Alber – „Nic mi nie przyrzekaj”
8. Bogusław Mec – „Mały Szu”

- Notowanie 38: Grudzień 1985 (emisja: 28 grudnia 1985)

1. Andrzej Zaucha – „Baw się lalkami”
2. Lombard – „Kryształowa”
3. Fiesta – „Kupię skodę na wodę”
4. Bolter – „Żegnaj baj baj”
5. Joanna Zagdańska – „Idę va banque”
6. Seweryn Krajewski – „Baw mnie”
7. Grażyna Świtała – „Do siebie wracam”
8. Bambo – „List do czarownika”

- Notowanie 39/40: Styczeń/Luty 1986 (emisja: 22 lutego 1986)

1. Krzysztof Krawczyk – „Za tobą pójdę jak na bal”
2. Felicjan Andrzejczak – „Balbina”
3. Republika – „Ciało”
4. Grube Dudy – „Romans w deszczu”
5. Rezerwat – „Zaopiekuj się mną”
6. Maciej Januszko – „Aktor drugiego planu”
7. Natalia Kukulska – „Kołysanka dla E.T.”
8. Jerzy Różycki – „Kto tak, jak ty”
9. Andrzej Zaucha – „C'est la vie, czyli Paryż z pocztówki”
10. Andrzej Dąbrowski – „Szał by night”

- Notowanie 41: Marzec 1986 (emisja: 22 marca 1986)

1. Republika – „Ciało”
2. Rezerwat – „Zaopiekuj się mną”
3. Krzysztof Krawczyk – „Za tobą pójdę jak na bal”
4. Natalia Kukulska – „Kołysanka dla E.T.”
5. Banda i Wanda – „Hej, heja, hej”
6. Zoo – „Znowu mam luz”
7. Andrzej Zaucha – „C'est la vie, czyli Paryż z pocztówki”
8. Izba Przyjęć – „Taniec połamaniec”

- Notowanie 42: Kwiecień 1986 (emisja: 26 kwietnia 1986)

1. Rezerwat – „Zaopiekuj się mną”
2. Republika – „Ciało”
3. Krzysztof Krawczyk – „Ostatni raz zatańczysz ze mną”
4. Urszula Sipińska – „Szalala zabawa trwa”
5. Korpus – „Królowa balu”
6. Andrzej Dąbrowski – „Zapomnij o mnie”
7. Tilt – „O, jaki dziwny, dziwny, dziwny...”
8. Majka Jeżowska i Krystyna Prońko – „Nie kochał nas”
9. Felicjan Andrzejczak – „Trzeci akt”
10. Andrzej Zaucha – „C'est la vie, czyli Paryż z pocztówki”

- Notowanie 43: Maj 1986 (emisja: 31 maja 1986)

1. Krzysztof Krawczyk – „Ostatni raz zatańczysz ze mną”
2. Urszula i Klincz – „Pod latarnią”
3. Majka Jeżowska i Krystyna Prońko – „Nie kochał nas”
4. Lady Pank – „Osobno”
5. Urszula Sipińska – „Szalala zabawa trwa”
6. Korpus – „Królowa balu”
7. Kat – „Masz mnie wampirze”
8. Trubadurzy – „Dżingiz chan”
9. Jacek Skubikowski – „Bibiraa mięsożerne kwiaty”

- Notowanie 44: Wrzesień 1986 (emisja: 6 września 1986)

1. Bolter – „Między nami cisza trwa (Gdzie ty, gdzie ja)”
2. Krzysztof Krawczyk, Klincz i Chór Politechniki Szczecińskiej – „To jest nasz świat”
3. Zbigniew Wodecki – „Po co ten żal”

- Notowanie 45: Październik 1986 (emisja: 25 października 1986)

1. Wały Jagiellońskie – „Hymn łysych”
2. Alicja Majewska – „Odkryjemy miłość nieznaną”
3. Mad Max – „Atak serca”

- Notowanie 46: Styczeń 1987 (emisja: 3 stycznia 1987)

Najlepsza piosenka: Papa Dance – „Ocean wspomnień”
Najlepszy teledysk: Elżbieta Adamiak – „Do Wenecji stąd dalej co dzień”
Nagroda jury: Zbigniew Gniewaszewski – „Być wszędzie”
- Notowanie 47: Marzec 1987 (emisja: 14 marca 1987)

Najlepsza piosenka i teledysk: Zdzisława Sośnicka – „Aleja gwiazd”
- Notowanie 48: Maj 1987 (emisja: 30 maja 1987)

Najlepsza piosenka: Halina Frąckowiak – „Dancing Queen”
Najlepszy teledysk: Jacek Skubikowski – „Złe słowa”
- Notowanie 49: Wrzesień 1987 (emisja: 5 września 1987)

1. Korba – „A statek płynie”
2. Felicjan Andrzejczak – „Ekscentryczny dance”
3. Halina Benedyk – „Mamy po 20 lat”

- Notowanie 50: Listopad 1987 (emisja: 7 listopada 1987)

1. Nasz Wspólny Świat – „Stanie się cud”
2. Bajm – „Jezioro szczęścia”
3. Babsztyl – „Czy mamy jeszcze czas”